# Gelmer Vosburgh
Gelmer Vosburgh (Rotterdam, ? – Malakka, 19 februari 1697) was een koopman in dienst van de VOC. Hij was van 1683 tot 1687 commandeur van Malabar, van 1687 tot 1692 directeur van Suratte en van 1692 tot aan zijn dood in 1697 gouverneur van Malakka.

## Bengalen
Vosburgh nam in 1657 dienst bij de VOC-kamer Rotterdam, en reisde als wondheler op het schip Nieuw Rotterdam naar Batavia. Hij werd daarna als chirurgijn uitgezonden naar het kantoor in Hougly in Bengalen. In de jaren 1662 en 1663 werd hij voor 18 maanden uitgeleend aan de nawab Mir Jumla, de Mogol gouverneur van Bengalen, en verbleef met hem in Dhaka. Tegelijkertijd fungeerde hij voor de Compagnie als een informele ambassadeur. Hij vergezelde de nawab op zijn veldtocht tegen het koninkrijk Assam, dat keizer Aurangzeb aan zijn rijk wilde toevoegen. Vandaar schreef hij onder meer dat hij 'uyt de legerplaetse langs de rivier hadde sien afdrijven groot getal lijcken ende onder deselve mede vele doode paerden, die alleen van den nabab souden sijn geweest'. Gezien zulke verliezen zou de nawab zijn veldtocht niet voort kunnen zetten naar Arakan, tot opluchting van de Compagnie. Vosburgh begeleidde ook de schipbreukelingen van het jacht Terschelling dat op de kust van Bengalen was vergaan. De overlevenden waren ingelijfd in Mir Jumla's leger. In Batavia ontving men echter klachten over de 'ongebondene roekeloosheyd, die sy plegen, soo wel omtrent de Moren, als omtrent den chirurgyn, Gelmer Vosburg'. Tijdens zijn verblijf in Dhaka had Vosburgh zich bekwaamd in de taal die daar werd gesproken. Een van de schipbreukelingen, Willem Kunst, vertelde later dat Vosburgh 'sich reeds wel op de Moorsche tale verstont'.

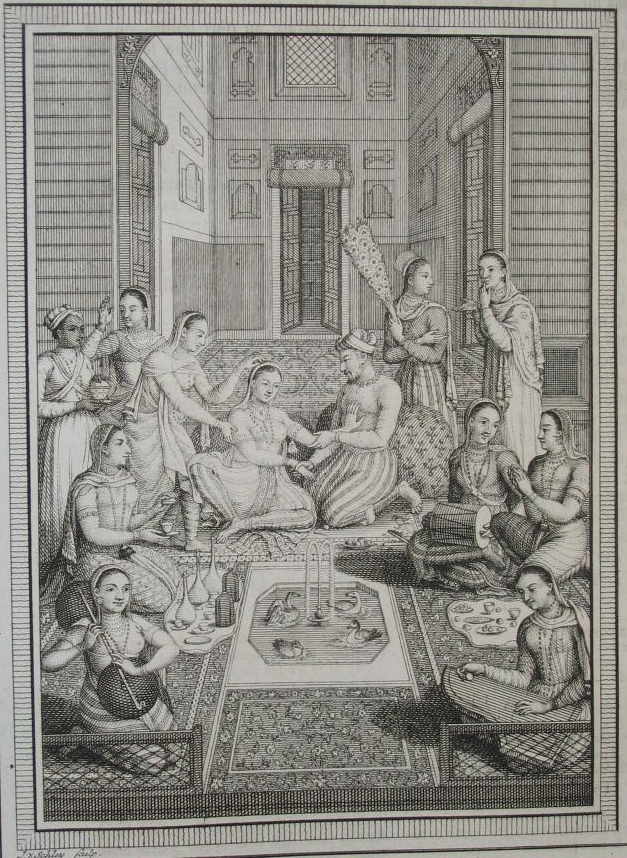
Mir Jumla in zijn harem.

## Malabar
Op basis van zijn ervaring in Dhaka ging Vosburgh in 1664 over in administratieve dienst, en werd in de rang van onderkoopman opperhoofd van Cannanore aan de Malabarkust (het huidige Kerala). Hier waren onder leiding van Rijcklof van Goens in de jaren 1661-1663 de vestingen van de Portugezen veroverd en waren met de vorsten langs de kust monopoliecontracten voor peperleveranties gesloten. De Compagnie positioneerde zich daarbij als handhaver van de vrede tussen de vorsten. Handhaving van het pepermonopolie was echter lastig, gezien de lange grillige kust en de tegenwerking van de samorijn van Calicut, de traditionele vijand van de voornaamste bondgenoot van de VOC, de raja van Cochin. In fort Cochin was het hoofdkantoor van de Compagnie. Vosburgh opende voor de VOC de handel in Cannanore en was daarin succesvol, zeker gezien er ter plekke weinig mogelijkheden voor waren. In Batavia werd hij 'meer en meer bequam bevonden'.

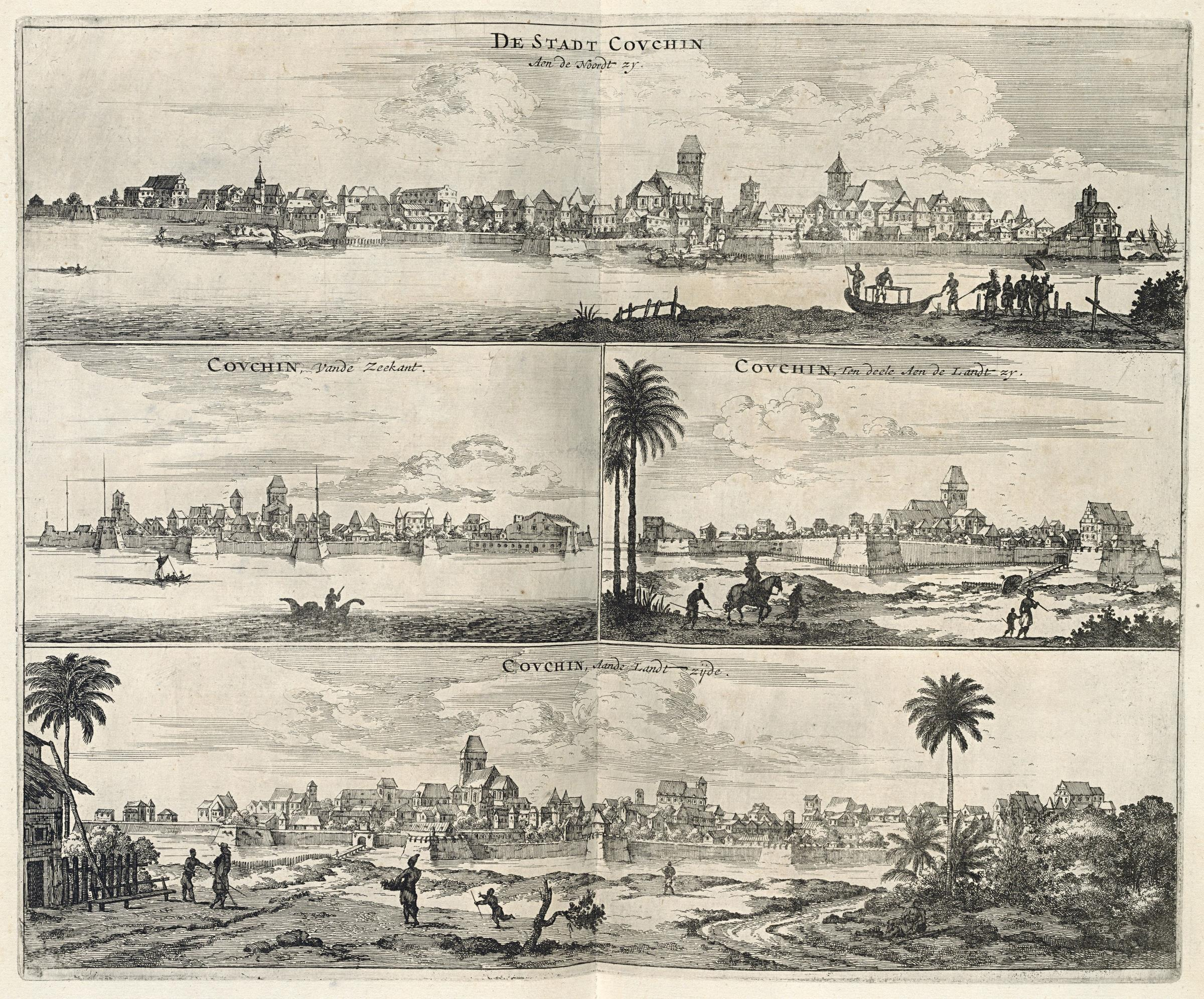
Cochin rond 1672.

Na twee jaar verhuisde Vosburgh naar Colombo in Ceylon, waar hij negotie-boekhouder werd. Van Goens zetelde hier als gouverneur van Ceylon en Malabar. Op 22 augustus 1667 bevorderde hij Vosburgh tot koopman en op 25 juli 1671 tot opperkoopman. Daarna plaatste hij hem over naar Cochin, waar Van Goens' protegé Hendrik van Reede tot Drakestein commandeur was geworden. Malabar was sinds 1669 een zelfstandig commandement. De vorige twee commandeurs IJsbrand Godske en Lucas van der Dussen waren na ruzie met Van Goens over de tegenvallende resultaten van de peperhandel vertrokken. Volgens Van Goens was er in Malabar zeker 1000 last peper per jaar voor gemiddeld 2 stuiver per pond te kopen, terwijl de commandeurs ter plekke dat altijd ontkenden. In de jaren daarna ontstond ook tussen Van Goens en Van Reede heftige onmin. Vosburgh, die in het kamp van Van Goens zat, werd in maart 1675 door Van Reede naar Batavia gestuurd. Volgens Van Goens waren de overige leden van de raad van Malabar volkomen geïmponeerd door Van Reede's 'ontsachlijcke ende belachelijcke welspreeckentheyt'. Toen Van Reede in augustus 1676 buitengewoon raad van Indië werd en zelf naar Batavia vertrok, werd Vosburgh op 17 augustus als secunde (vice-commandeur) van Malabar benoemd onder de nieuwe commandeur Jacob Lobs. Eind september vertrok hij vanuit Batavia weer naar Cochin. Samen met Lobs, die in Colombo aan boord van de vloot kwam, arriveerde hij daar op 6 december. Hij kreeg echter al spoedig een conflict met Lobs. Deze wilde Vosburgh niet als secunde, vanwege zijn ruzie met Van Reede, terwijl Vosburgh Lobs ervan beschuldigde de bevelen van de Raad niet op te volgen. In mei 1677 was Vosburgh al weer terug in Batavia. Hier werd hij tweede opperkoopman van het Kasteel. In september 1678 moest hij weer terug naar Cochin met de commissaris Marten Huijsman, die op last van Van Goens, die gouverneur-generaal was geworden, de zaken in Malabar moest onderzoeken. Vosburghs aanwezigheid was nodig om zijn beschuldigingen tegen Lobs te bewijzen. Weer terug in Batavia bedankte hij in september 1679 voor een hem aangeboden plaatsing op Ternate om gouverneur Robertus Padtbrugge te assisteren, en vroeg toestemming om te repatriëren. In november 1680 vertrok hij met de retourvloot van Rijcklof van Goens de Jonge naar de Republiek. Aan de Kaap de Goede Hoop aangekomen werd hij echter opnieuw benoemd tot secunde in Malabar, waar Lobs inmiddels was vertrokken om de post op Ternate te vervullen die Vosburgh had afgewezen. Huijsman was door Van Goens aangesteld als de nieuwe commandeur. In september 1681 ging Vosburgh onder Huijsman weer aan de slag in Cochin. Nu bleef hij langer, en op 24 november 1683 volgde hij Huijsman op als commandeur.
Met de peperhandel bleef het niet goed gaan, hoewel er onder Huijsman voor het eerst enkele jaren winst was gemaakt. Veel peper werd in strijd met de contracten over de bergen naar het noorden of naar de havenstad Calicut gesmokkeld, waar het door Engelsen en Portugezen werd gekocht. De Engelsen wisten bovendien in 1683 van de koning van Cannanore handelsrechten in Tellicherry (het huidige Thallasery) te verwerven. Vosburgh was voor een hardhandig optreden tegen de smokkel, door havens te blokkeren en schepen zonder geldige pas in beslag te nemen, maar in Batavia was na het vertrek van Van Goens naar de Republiek de harde lijn verlaten. Men gaf het bestuur in Malabar opdracht diplomatie te verkiezen boven dwang.

## Suratte

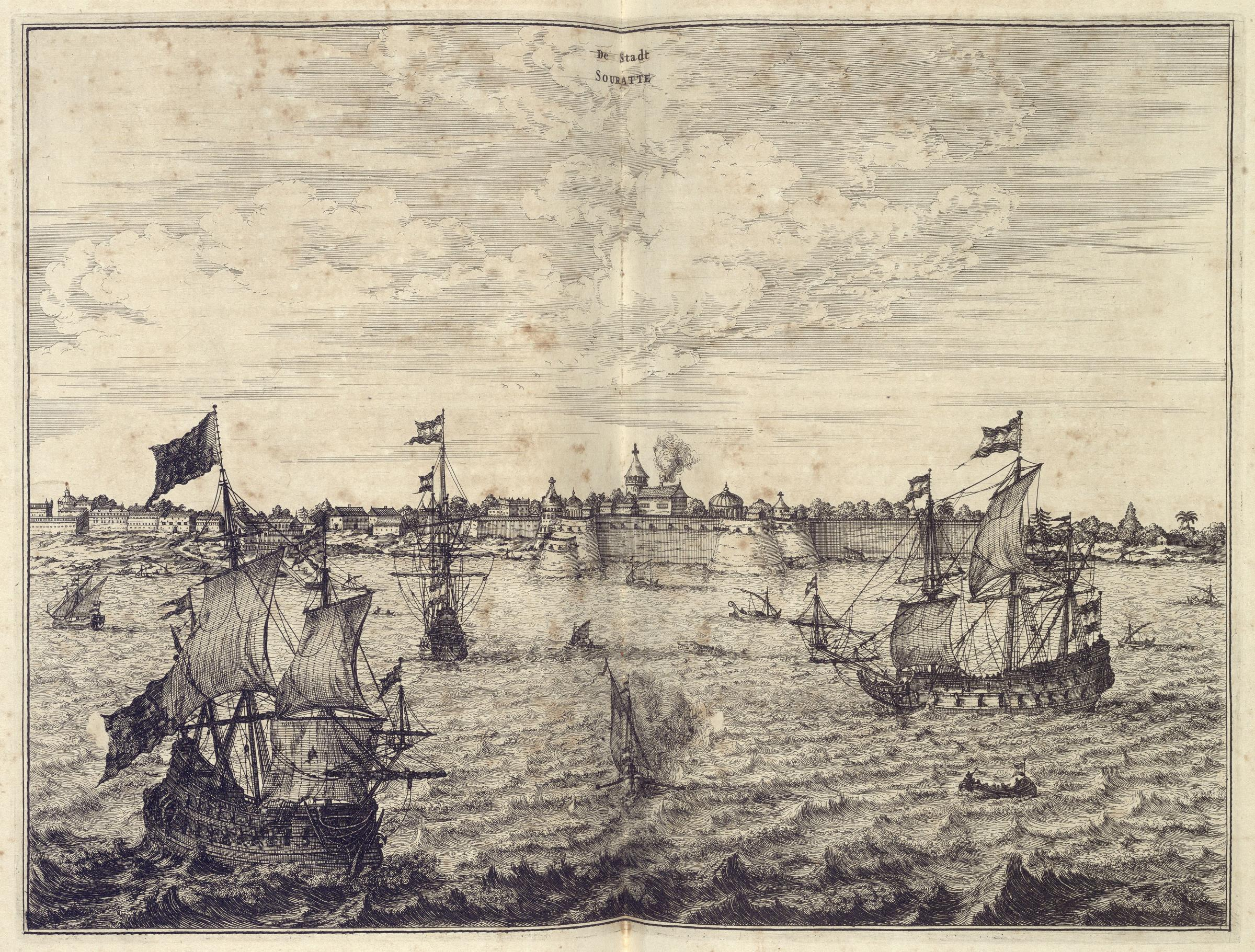
Suratte rond 1672.

In 1687 raakte Vosburgh betrokken bij een geschil tussen de raja van Cochin en een lokale koopman en grootgrondbezitter. Hij werd toen in juli door Hendrik van Reede, die inmiddels door de Heren XVII in hun strijd tegen fraude was benoemd tot commissaris-generaal voor de Westerkwartieren, overgeplaatst naar Suratte. Daar volgde hij directeur Jacques de Bucquoy op. Deze was overleden, net nadat hij naar Batavia was opgeroepen vanwege het voeren van een 'splendide huyshoudingh tegen het regulement'. Vosburgh werd door Van Reede, ondanks hun eerdere ruzie, aanbevolen als een 'seer bequaem minister, die seer veel lof en reputatie hadde'. Op 18 oktober diende hij een overdrachtsdocument (memorie van overgave) in voor zijn opvolger Isaack van Dielen en vertrok naar Suratte.
In Suratte, de grote havenstad van het Mogolrijk, was het hoofdkantoor van de VOC in noordwest-India. De Compagnie had er een loge in de drukke binnenstad, en exporteerde textiel en indigo voor de markt in Zuidoost-Azië. Betaald werd met goud en zilver, en met de opbrengst van de verkoop van specerijen, waarin de VOC een monopolie had. Ze had hiermee een belangrijk voordeel ten opzichte van de Engelse Oostindische Compagnie, die hier ook actief was. Eind 17e eeuw vond ongeveer de helft van de Aziatische verkopen van de VOC plaats in Suratte. Anders dan aan de Malabarkust had de Compagnie hier nauwelijks enige politieke en militaire macht, en moest zij zich bescheiden opstellen. Zaken werden gedaan op basis van een door keizer Aurangzeb in Delhi toegekende handelsvergunning, de firman. De Engelsen lukte het niet zo'n firman te krijgen. In hun poging de VOC te emuleren in krachtig optreden raakten ze in 1686 in oorlog met de Mogols, zowel in Bengalen als in Bombay en Suratte (de zogenaamde Childs Oorlog). Ze dolven in die oorlog het onderspit, en in Suratte werden de Engelse directeur Bartholomew Harris en zijn medewerkers in ijzers door de straten geleid, 'tot een spectakel en eeuwige schande der Europese Christen natie'. Toen de volkswoede zich ook tegen de Nederlanders dreigde te keren schreef Vosburgh aan keizer Aurangzeb dat de Nederlanders zich al 72 jaar aan de voorschriften van de regering hadden gehouden en met het 'gedoente' van de Engelsen niets te maken hadden. Hij drong er op aan 'dat wy met de cleene off onverstandige Engelsen niet als één gerekent werden'. Zijn interventie had succes. Er werd een 'dastak' uitgevaardigd dat de Nederlanders 'volgens oude costume haeren coophandel mogen dryven, mits den tol conform des Mayesteyts g'eerde bevelens betalende'.
Met name over het kantoor in Suratte hadden de Heren XVII regelmatig klachten gekregen over knoeierij en privé-handel van medewerkers. Zij hadden er daarom de independent-fiscaal Pieter van Helsdingen naar toe gestuurd. Deze kreeg door zijn optreden al snel ruzie met Vosburgh, de secunde Adriaan van Ommen en de politieke raad van de loge, zodat de situatie onwerkbaar werd. Vosburgh vroeg Van Reede, die toen in Ceylon was, om ontslag, wat hem verleend werd.

## Malakka

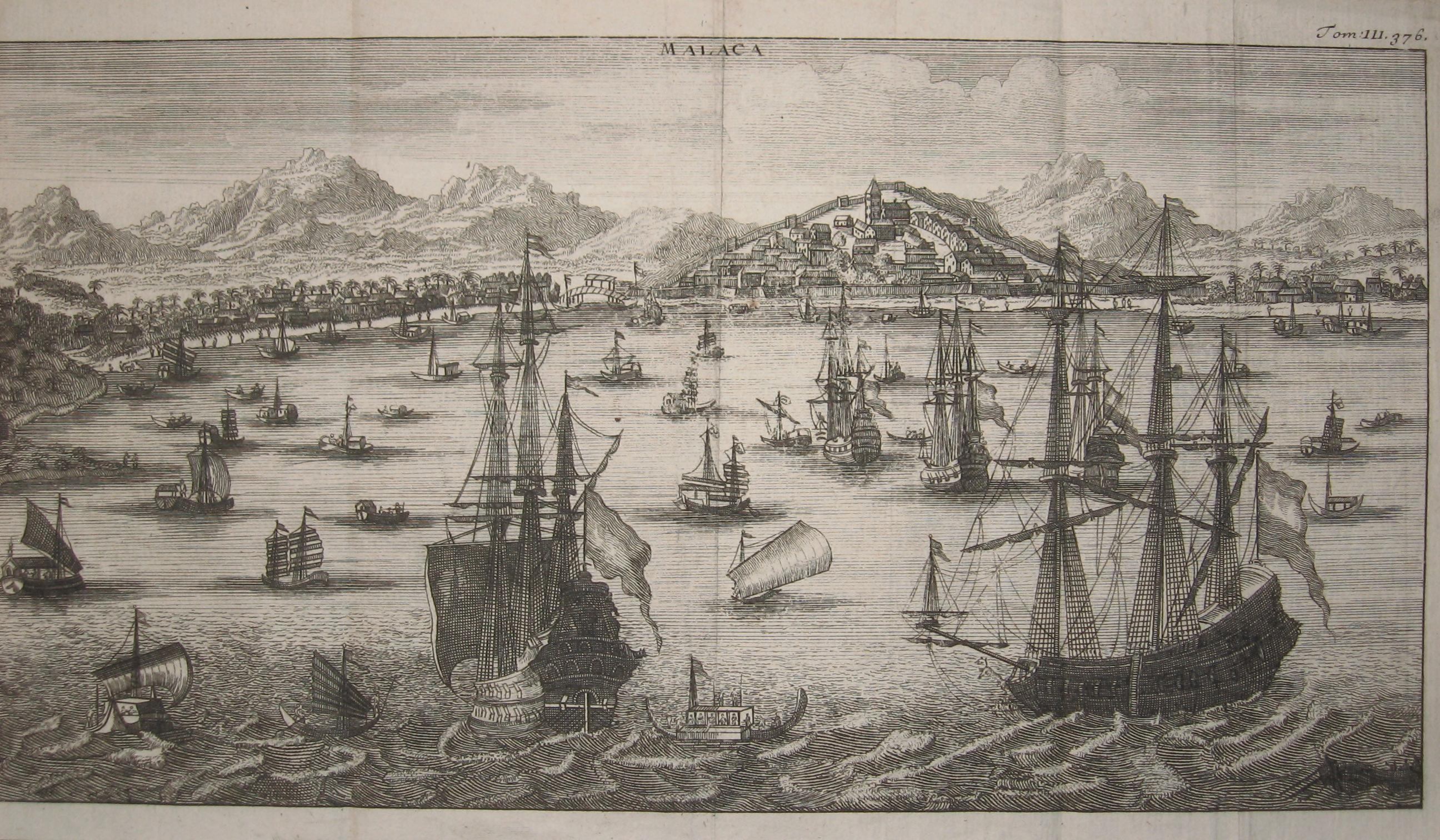
Malakka rond 1676.

Op 4 februari 1692 teruggekeerd in Batavia werd Vosburgh van de beschuldigingen van Van Helsdingen vrij gesproken, en bovendien in augustus tot gouverneur van Malakka benoemd. Hij nam er op 4 oktober het bestuur over van Dirk Comans, die het zolang had waargenomen na de dood van de vorige gouverneur, Thomas Slicher, en nam zijn intrek in de gouverneurswoning (het tegenwoordige Stadhuys).
Malakka was in 1641 om strategische redenen veroverd op de Portugezen, voor wie het een handelsknooppunt was. Gezien de nabijheid van Batavia speelde het voor de VOC daarna qua handel niet zo'n grote rol. Het voornaamste exportproduct was tin, dat door de bevolking in het achterland gewonnen werd uit tinhoudend zand en verkocht werd aan de Compagnie. Het kwam goed uit dat het tevens als ballast kon dienen voor de Oostindiëvaarders. De tin werd verkocht in India en Europa, waar het als niet-roestend metaal gebruikt werd om huishoudelijk vaatwerk van te maken. Malakka had vanwege de strategische locatie wel een behoorlijk groot garnizoen. In Vosburghs tijd waren er rond de 300 soldaten.
In 1696 werd Vosburgh benoemd tot buitengewoon lid van de Raad van Indië. Vanwege een slechte gezondheid bedankte hij in augustus voor een benoeming als commissaris naar de Coromandelkust. Hij mocht toen terugkeren naar Batavia, maar zover kwam het niet. Op 31 december droeg hij op zijn ziekbed het gouvernement over aan zijn uit Batavia gearriveerde opvolger Govert van Hoorn, en op 19 februari 1697 overleed hij. Hij werd begraven in de Bovenkerk (de huidige Saint Paul's Church).